# 施瓦拉
施瓦拉（德語：Schwaara）是德国图林根州的市镇，隶属于格赖茨县。总面积为3.55平方千米，截至2023年12月31日总人口为131人。